# Baltische Fußballmeisterschaft 1927/28
Die baltische Fußballmeisterschaft 1927/28 des Baltischen Sport-Verbandes gewann der VfB Königsberg im Endrundenturnier mit vier Punkten Vorsprung vor dem SC Preußen Stettin. Dies war der neunte Gewinn der baltischen Fußballmeisterschaft für die Königsberger, die sich dadurch für die deutsche Fußballmeisterschaft 1927/28 qualifizierten. Dort erreichten die Königsberger nach einem 3:2-Auswärtssieg gegen den Breslauer SC 08 das Viertelfinale, welches auf heimischen Platz mit 0:4 gegen den späteren deutschen Fußballmeister Hamburger SV verloren ging. Dennoch ist das Erreichen des Viertelfinales als Erfolg zu werten, nur der SV Hindenburg Allenstein erreichte aus dem Baltischen Sport-Verband 1933 ebenfalls die zweite Runde der deutschen Fußballmeisterschaft. Preußen Stettin war als baltischer Vizemeister ebenfalls für die deutsche Fußballmeisterschaft qualifiziert, schied aber bereits im Achtelfinale nach einer 1:4-Heimniederlage gegen Holstein Kiel aus.

## Modus und Übersicht
Die Vereine im Baltische Rasen- und Wintersport-Verband waren in der Saison 1927/28 erneut in drei Kreise eingeteilt, die Kreismeister und die Vizemeister aus Ostpreußen und Pommern qualifizierten sich für die Endrunde um die baltische Fußballmeisterschaft. Mit einem Beschluss des Kreistags vom 29. Januar 1928 wurde eine neue Verbandssatzung zum 15. März 1928 in Kraft gesetzt. Zur kommenden Spielzeit wurden die Kreise in Bezirke umbenannt, im Gegenzug trugen die Bezirke fortan den Namen Kreise. Des Weiteren gab es unterhalb der obersten Ligen neue Kreiseinteilungen.
| Kreis      | Kreismeister            | Kreisvizemeister     |
| ---------- | ----------------------- | -------------------- |
| Ostpreußen | VfB Königsberg          | SpVgg Memel          |
| Danzig     | SV Schutzpolizei Danzig |                      |
| Pommern    | SC Preußen Stettin      | Stettiner FC Titania |

## Kreis I Ostpreußen
In Ostpreußen gab es als oberste Spielklasse erneut die Ostpreußenliga.
| Pl. | Verein                                 | Sp. | S  | U | N | Tore    | Quote | Punkte |
| --- | -------------------------------------- | --- | -- | - | - | ------- | ----- | ------ |
| 1.  | VfB Königsberg (M)                     | 12  | 11 | 0 | 1 | 044:180 | 2,44  | 22:20  |
| 2.  | SpVgg Memel                            | 12  | 7  | 1 | 4 | 027:260 | 1,04  | 15:90  |
| 3.  | SV Prussia-Samland Königsberg          | 12  | 7  | 0 | 5 | 043:270 | 1,59  | 14:10  |
| 4.  | SV Insterburg (N)                      | 12  | 5  | 2 | 5 | 019:290 | 0,66  | 12:12  |
| 5.  | SV Viktoria Allenstein                 | 12  | 4  | 0 | 8 | 023:290 | 0,79  | 08:16  |
| 6.  | SV Rasensport-Preußen Königsberg a (N) | 12  | 4  | 0 | 8 | 019:280 | 0,68  | 08:16  |
| 7.  | Rastenburger SV                        | 12  | 2  | 1 | 9 | 015:330 | 0,45  | 05:19  |

| (M) | Titelverteidiger Kreis Ostpreußen |
| (N) | Aufsteiger                        |

Relegationsrunde:
| Pl. | Verein                                                                      | Sp. | S | U | N | Tore    | Quote | Punkte |
| --- | --------------------------------------------------------------------------- | --- | - | - | - | ------- | ----- | ------ |
| 1.  | SC Preußen Insterburg (Sieger Bezirkspokal Ost)                             | 3   | 2 | 1 | 0 | 013:300 | 4,33  | 05:10  |
| 2.  | Sportvgg. Masovia Lyck (Sieger Bezirkspokal Süd)                            | 3   | 2 | 1 | 0 | 010:800 | 1,25  | 05:10  |
| 3.  | SV Hindenburg Allenstein (Sieger Bezirkspokal West)                         | 3   | 1 | 0 | 2 | 011:700 | 1,57  | 02:40  |
| 4.  | Rastenburger SV (Letztplatzierter Ostpreußenliga)                           | 3   | 0 | 0 | 3 | 004:200 | 0,20  | 0:60   |
| 4.  | SpVgg ASCO Königsberg b (Zweitplatzierter Bezirksliga Königsberg 1926/27 c) | 0   | 0 | 0 | 0 | 000:000 | 1,00  | 0:0    |

## Kreis II Danzig
| Pl. | Verein                  | Sp. | S  | U | N  | Tore    | Quote | Punkte |
| --- | ----------------------- | --- | -- | - | -- | ------- | ----- | ------ |
| 1.  | SV Schutzpolizei Danzig | 14  | 11 | 0 | 3  | 050:300 | 1,67  | 22:60  |
| 2.  | Danziger SC             | 14  | 10 | 1 | 3  | 048:240 | 2,00  | 21:70  |
| 3.  | SV Neufahrwasser (M)    | 14  | 7  | 3 | 4  | 033:220 | 1,50  | 17:11  |
| 4.  | BuEV Danzig             | 14  | 7  | 2 | 5  | 048:280 | 1,71  | 16:12  |
| 5.  | TuFC Preußen Danzig     | 14  | 6  | 2 | 6  | 042:240 | 1,75  | 14:14  |
| 6.  | RSV Hansa Danzig        | 14  | 4  | 1 | 9  | 015:530 | 0,28  | 09:19  |
| 7.  | SV Ostmark Danzig       | 14  | 4  | 0 | 10 | 016:370 | 0,43  | 08:20  |
| 8.  | SC Wacker Schidlitz (N) | 14  | 2  | 1 | 11 | 018:520 | 0,35  | 05:23  |

| (M) | Titelverteidiger Kreis Danzig |
| (N) | Aufsteiger                    |

## Kreis III Pommern
Der Kreis Pommern war in sechs Bezirke unterteilt, deren Sieger für die Endrunde in Pommern qualifiziert waren. Auf Grund der Spielstärke in Stettin gegenüber den restlichen Bezirken durften auch der Zweit- sowie Drittplatzierte aus Stettin an der pommerschen Endrunde teilnehmen. Ab dieser Spielzeit spielte jeder Bezirk wieder eine eigene Liga aus, die Zusammenfassung mehrerer Bezirke zu sogenannten Abteilungen wurde nicht mehr fortgeführt.

### Bezirk I Stolp
| Pl. | Verein               | Sp. | S  | U | N  | Punkte |
| --- | -------------------- | --- | -- | - | -- | ------ |
| 1.  | SV Viktoria Stolp    | 16  | 10 | 2 | 4  | 22:10  |
| 2.  | SV Germania Stolp    | 16  | 9  | 3 | 4  | 21:11  |
| 3.  | SV Sturm Lauenburg   | 16  | 8  | 2 | 6  | 18:14  |
| 4.  | FC Pfeil Lauenburg   | 16  | 6  | 1 | 9  | 13:19  |
| 5.  | SV Fortuna Stolp (N) | 16  | 3  | 0 | 13 | 06:26  |

| (N) | Aufsteiger |

Relegationsspiele:
| Datum                |                  | Gesamt |                 | Hinspiel | Rückspiel |
| -------------------- | ---------------- | ------ | --------------- | -------- | --------- |
| 4./18. Dezember 1927 | SV Fortuna Stolp | 3:6    | Bütower SV 1916 | 1:3      | 2:3       |

### Bezirk II Köslin
| Pl. | Verein                  | Sp. | S | U | N | Tore    | Quote | Punkte |
| --- | ----------------------- | --- | - | - | - | ------- | ----- | ------ |
| 1.  | SV Preußen Köslin       | 8   | 7 | 1 | 0 | 037:800 | 4,63  | 15:10  |
| 2.  | Kösliner SV Phönix (N)  | 8   | 4 | 1 | 3 | 023:190 | 1,21  | 09:70  |
| 3.  | SV Viktoria Kolberg (N) | 8   | 4 | 1 | 3 | 024:280 | 0,86  | 09:70  |
| 4.  | SV 1910 Kolberg         | 8   | 2 | 2 | 4 | 020:260 | 0,77  | 06:10  |
| 5.  | VfB 1911 Belgard (N)    | 8   | 0 | 1 | 7 | 014:370 | 0,38  | 01:15  |

| (N) | Aufsteiger |

Relegationsspiele:
| Datum                |                | Gesamt |             | Hinspiel | Rückspiel |
| -------------------- | -------------- | ------ | ----------- | -------- | --------- |
| 6./13. November 1927 | SV Schivelbein | 10:3   | VfB Belgard | 4:1      | 6:2       |

### Bezirk III Stettin
| Pl. | Verein                    | Sp. | S | U | N | Tore    | Quote | Punkte |
| --- | ------------------------- | --- | - | - | - | ------- | ----- | ------ |
| 1.  | SC Preußen Stettin        | 12  | 8 | 4 | 0 | 037:120 | 3,08  | 20:40  |
| 2.  | VfB Stettin               | 12  | 8 | 1 | 3 | 035:210 | 1,67  | 17:70  |
| 3.  | Stettiner FC Titania (BM) | 12  | 6 | 3 | 3 | 030:200 | 1,50  | 15:90  |
| 4.  | Stettiner SC (M)          | 12  | 6 | 1 | 5 | 047:240 | 1,96  | 13:11  |
| 5.  | SC Blücher Stettin        | 12  | 3 | 2 | 7 | 012:310 | 0,39  | 08:16  |
| 6.  | Stargarder SC 1910 (N)    | 12  | 2 | 2 | 8 | 018:410 | 0,44  | 06:18  |
| 7.  | SC Viktoria Stargard (N)  | 12  | 2 | 1 | 9 | 010:400 | 0,25  | 05:19  |

| (BM) | baltischer Titelverteidiger    |
| (M)  | Titelverteidiger Kreis Pommern |
| (N)  | Aufsteiger                     |

### Bezirk IV Schneidemühl
Im Bezirk Schneidemühl wurde eine Frühjahrs- und eine Herbstrunde gespielt, die Punkte aus der Frühjahrsrunde wurden in die Herbstunde übernommen. Der hier notierte Tabellenstand ist der Endstand der Herbstrunde. In der vorliegenden Quelle wird die Frühjahrsrunde als Bezirk V, die Herbstrunde als Bezirk IV bezeichnet. Ob dies ein Tippfehler ist oder die Bezirksnummerierung wirklich wechselte, konnte nicht eruiert werden.
| Pl. | Verein                         | Sp. | S | U | N | Punkte |
| --- | ------------------------------ | --- | - | - | - | ------ |
| 1.  | FC Viktoria Schneidemühl       | 11  | 9 | 1 | 1 | 19:30  |
| 2.  | SV Deutsch Krone               | 11  | 8 | 2 | 1 | 18:40  |
| 3.  | SC Erika Schneidemühl          | 11  | 5 | 0 | 6 | 10:12  |
| 4.  | SV Hertha Schneidemühl         | 11  | 5 | 0 | 6 | 10:12  |
| 5.  | SC Germania Neustettin         | 11  | 5 | 0 | 6 | 10:12  |
| 6.  | SV Graf Schwerin Deutsch Krone | 11  | 2 | 1 | 8 | 05:17  |
| 7.  | FC Germania Schneidemühl d     | 6   | 0 | 0 | 6 | 00:12  |

| (N) | Aufsteiger |

### Bezirk VI Vorpommern-Uckermark
Der Bezirk hieß ab der kommenden Spielzeit Kreis V Pasewalk. Die Tabelle zeigt einen Zwischenstand, die Abschlusstabelle ist nicht überliefert.
| Pl. | Verein                 | Sp. | S | U | N | Tore    | Quote | Punkte |
| --- | ---------------------- | --- | - | - | - | ------- | ----- | ------ |
| 1.  | SC Ueckermünde         | 5   | 3 | 0 | 2 | 007:600 | 1,17  | 06:40  |
| 2.  | Pasewalker SC          | 2   | 2 | 0 | 0 | 001:000 | ∞     | 04:0   |
| 3.  | VfB Torgelow           | 2   | 1 | 0 | 1 | 005:600 | 0,83  | 02:20  |
| 4.  | SC Vorwärts Löcknitz e | 2   | 1 | 0 | 1 | 000:100 | 0,00  | 02:20  |
| 5.  | SC Preußen Strasburg   | 0   | 0 | 0 | 0 | 000:000 | 1,00  | 0:0    |
| 6.  | SC Eggesin 1923        | 3   | 0 | 0 | 3 | 000:000 | 1,00  | 0:60   |
| 7.  | MSV Mars Pasewalk f    | 3   | 0 | 0 | 3 | 000:000 | 1,00  | 0:60   |

### Bezirk VII Gollnow
| Pl. | Verein                   | Sp. | S | U | N | Tore    | Quote | Punkte |
| --- | ------------------------ | --- | - | - | - | ------- | ----- | ------ |
| 1.  | SC Blücher Gollnow       | 8   | 5 | 2 | 1 | 016:900 | 1,78  | 12:40  |
| 2.  | SC Preußen Gollnow (N)   | 8   | 4 | 2 | 2 | 012:130 | 0,92  | 10:60  |
| 3.  | SC Regenwalde 1920 g     | 8   | 3 | 1 | 4 | 003:200 | 1,50  | 07:90  |
| 4.  | Naugarder SC 1910 (N)    | 8   | 3 | 0 | 5 | 012:900 | 1,33  | 06:10  |
| 5.  | SC Treptow 1921          | 7   | 2 | 1 | 4 | 005:170 | 0,29  | 05:90  |
| 6.  | SV Mackensen Greifenberg | 5   | 2 | 0 | 3 | 010:800 | 1,25  | 04:60  |

| (N) | Aufsteiger |

### Endrunde um die pommersche Meisterschaft
Die qualifizierten Mannschaften trafen zuerst im K.-o.-System aufeinander, die Sieger spielten im Rundenturnier den pommerschen Fußballmeister aus.
Vorrunde:
| Datum             |                                                          | Ergebnis |                                                            | Ort          |
| ----------------- | -------------------------------------------------------- | -------- | ---------------------------------------------------------- | ------------ |
| 20. November 1927 | SV Preußen Köslin (Sieger Bezirk II Köslin)              | 2:7      | SV Viktoria Stolp (Sieger Bezirk I Stolp)                  | Köslin       |
| 20. November 1927 | SC Blücher Gollnow (Sieger Bezirk VII Gollnow)           | 0:8      | SC Preußen Stettin (Sieger Bezirk III Stettin)             | Gollnow      |
| 20. November 1927 | Pasewalker SC (Sieger Bezirk VI Vorpommern-Uckermark)    | 0:5      | VfB Stettin (Zweitplatzierter Bezirk III Stettin)          | Pasewalk     |
| 20. November 1927 | FC Viktoria Schneidemühl (Sieger Bezirk IV Schneidemühl) | 1:5      | Stettiner FC Titania (Drittplatzierter Bezirk III Stettin) | Schneidemühl |

Endrunde:
| Pl. | Verein               | Sp. | S | U | N | Tore    | Quote | Punkte |
| --- | -------------------- | --- | - | - | - | ------- | ----- | ------ |
| 1.  | SC Preußen Stettin   | 3   | 2 | 0 | 1 | 006:400 | 1,50  | 04:20  |
| 2.  | Stettiner FC Titania | 3   | 1 | 2 | 0 | 005:400 | 1,25  | 04:20  |
| 3.  | VfB Stettin          | 3   | 1 | 1 | 1 | 005:500 | 1,00  | 03:30  |
| 4.  | SV Viktoria Stolp    | 3   | 0 | 1 | 2 | 003:600 | 0,50  | 01:50  |

Entscheidungsspiel Platz 1:
| Datum        |                    | Ergebnis |                    | Ort     |
| ------------ | ------------------ | -------- | ------------------ | ------- |
| 4. März 1928 | SC Preußen Stettin | 3:1      | FC Titania Stettin | Stettin |

## Endrunde um die baltische Fußballmeisterschaft
Die Endrunde um die baltische Fußballmeisterschaft wurde in der Saison 1927/28 im Rundenturnier ausgetragen. Neben den Meistern der drei Bezirke waren ebenfalls die Vizemeister aus Ostpreußen und Pommern qualifiziert. In der ersten Runde traten alle fünf Vereine einmal gegeneinander an, die drei besten Mannschaften spielten dann nochmals gegeneinander. Am Ende setzte sich der VfB Königsberg mit sechs Siegen durch. Für Königsberg war es bereits der neunte Meistertitel. Vizemeister wurde erstmals der SC Preußen Stettin und durfte somit ebenfalls an der deutschen Fußballmeisterschaft 1927/28 teilnehmen.

### Kreuztabelle
| 1928                    | VfB Königsberg | SC Preußen Stettin | Stettiner FC Titania | SV Schutzpolizei Danzig | SpVgg Memel |
| ----------------------- | -------------- | ------------------ | -------------------- | ----------------------- | ----------- |
| VfB Königsberg          |                | 2:1                | 0:1                  | 3:1                     |             |
| SC Preußen Stettin      | 0:6            |                    | 7:2                  |                         | 4:0         |
| Stettiner FC Titania    | 1:4            | 0:2                |                      | 4:1                     |             |
| SV Schutzpolizei Danzig |                | 0:3                |                      |                         | 2:1         |
| SpVgg Memel             | 2:3            |                    | 1:1                  |                         |             |

### Abschlusstabelle
| Pl. | Verein                                               | Sp. | S | U | N | Tore    | Quote | Punkte |
| --- | ---------------------------------------------------- | --- | - | - | - | ------- | ----- | ------ |
| 1.  | VfB Königsberg (Sieger Kreis I Ostpreußen)           | 6   | 5 | 0 | 1 | 018:600 | 3,00  | 10:20  |
| 2.  | SC Preußen Stettin (Sieger Kreis III Pommern)        | 6   | 4 | 0 | 2 | 017:100 | 1,70  | 08:40  |
| 3.  | Stettiner FC Titania (Vizemeister Kreis III Pommern) | 6   | 2 | 1 | 3 | 009:150 | 0,60  | 05:70  |
| 4.  | SV Schutzpolizei Danzig (Sieger Kreis II Danzig)     | 4   | 1 | 0 | 3 | 004:110 | 0,36  | 02:60  |
| 5.  | SpVgg Memel (Vizemeister Kreis I Ostpreußen)         | 4   | 0 | 1 | 3 | 004:100 | 0,40  | 01:70  |